# Přeskače
Přeskače (en allemand : Przeskatsch) est une commune du district de Znojmo, dans la région de Moravie-du-Sud, en République tchèque. Sa population s'élevait à 101 habitants en 2020.

## Géographie
Přeskače se trouve à 16 km à l'ouest-sud-ouest de Moravský Krumlov, à 18 km au nord-nord-est de Znojmo, à 42 km au sud-ouest de Brno et à 169 km au sud-est de Prague.
La commune est limitée par Tavíkovice au nord, par Horní Kounice à l'est, par Medlice au sud-est, par Křepice au sud et par Běhařovice ) l'ouest.

## Histoire
La première mention écrite de la localité date de 1279.